# KAS Eupen
A KAS Eupen (teljes nevén Königliche Allgemeine Sportvereinigung Eupen) belga labdarúgócsapat Liège megye Eupen városában.

## A klub története
Az 1945-ben a Jugend Eupen és az FC Eupen 1920 összeolvadásával megalakult AS Eupen története nagy részben az alsóbb osztályokban szerepelt. A belga negyed-, harmad- és másodosztályban szerepelt komolyabb eredmények nélkül. 2010-ben feljutottak a belga élvonalba. Ez nemcsak az Eupen, hanem a belga futball történetében is újdonságot jelentett. Az országos bajnokság közel 120 éves történetében először jutott a legmagasabb osztályba német nyelvű település csapata.
A Danny Ost vezetőedző irányította Eupen az első élvonalbeli mérkőzésén vezetést szerzett az RSC Anderlecht otthonában, de kikapott 4–1-re, majd vereségek hosszú sora következett. A 10. fordulóig egy ponttal szerénykedett a csapat, hogy aztán 6–0-ra legyőzze a Sint-Truident. A csapat formája javult, ám ez sem bizonyult elégnek, a klub a 13. pozíciónál egyszer sem álltak jobban a tabellán, a 15. helyen végzett, ami osztályozott és végül kiesést jelentett.
2012-ben új befektetőjelöltek bukkantak fel a klubnál. Katari küldöttség érkezett, amely meg is vette a klubot. Az új tulajdonosok az Eupen profi futballszakosztályának irányítását vették át, a klub többi szakosztálya maradt helyi kézben. Az Eupen utánpótláscsapatai szintén kapnak pénzügyi támogatást Katarból, ám a szakmai munkába nem szólnak bele a befektetők. A vásárlók a katari Aspire Zone Foundation (AZF) képviselői voltak. A katari hatalomátvétel utáni első évben a klub elküldte a régi keret meghatározó labdarúgóinak nagy részét. Az újonnan érkező vezetőedző, Tintín Márquez a katari tulajdonosok útmutatását követve járt el, maradtak helyi futballisták, ám a főszerepet a Dohából érkező fiatalok kapták. A 2012–2013-as idényben az Eupen a belga másodosztály 8. helyén végzett, majd kétszer egymás után osztályozón maradt le az élvonalbeli szereplésről. A 2015–2016-os bajnoki 2. hely feljutást ért, miután a Royal White Star Bruxelles nem kapta meg az első osztályhoz szükséges licencet.

## Jelenlegi keret
2022. január 18-i állapotnak megfelelően.:
| #  |     | Poszt | Név              |
| -- | --- | ----- | ---------------- |
| 4  | AUS | KP    | James Jeggo      |
| 8  | BEL | KP    | Stef Peeters     |
| 9  | BIH | CS    | Smail Prevljak   |
| 11 | CIV | CS    | Konan N'Dri      |
| 13 | MLI | KP    | Sibiry Keita     |
| 14 | BEL | KP    | Jérôme Déom      |
| 15 | BEL | V     | Gary Magnée      |
| 16 | BEL | V     | Simon Libert     |
| 18 | GUI | KP    | Amadou Keita     |
| 20 | JAM | KP    | Tyreek Magee     |
| 22 | CIV | V     | Emmanuel Agbadou |

| #  |         | Poszt | Név                |
| -- | ------- | ----- | ------------------ |
| 29 | GHA     | KP    | Isaac Nuhu         |
| 32 | GER     | V     | Andreas Beck       |
| 33 | GHA     | K     | Abdul Nurudeen     |
| 35 | BEL     | V     | Boris Lambert      |
| 70 | CMR     | KP    | Pierre Akono       |
| 99 | BEL     | K     | Tom Roufosse       |
|    | BEL     | KP    | Marciano Aziz      |
|    | BEL     | KP    | Dario Oger         |
|    | BEL     | V     | Rune Paeshuyse     |
|    | SLO     | V     | Jan Gorenc         |
|    | Grenada | CS    | Regan Charles-Cook |

## Sikerek
Challenge League
- Ezüstérmes (3): 2002–03, 2013–14, 2015–16

Third Division
- Győztes (3): 1969–70, 1975–76, 2001–02

Fourth Division
- Győztes (2): 1968–69, 1983–84